# Ракаш (Бихор)
Ракаш (рум. Răcaș) насеље је у Румунији у округу Бихор у општини Добрешти. Oпштина се налази на надморској висини од 463 m.

## Становништво
Према подацима из 2002. године у насељу је живело 115 становника, од којих су сви румунске националности.